# Hans-Dietrich-Genscher-Haus

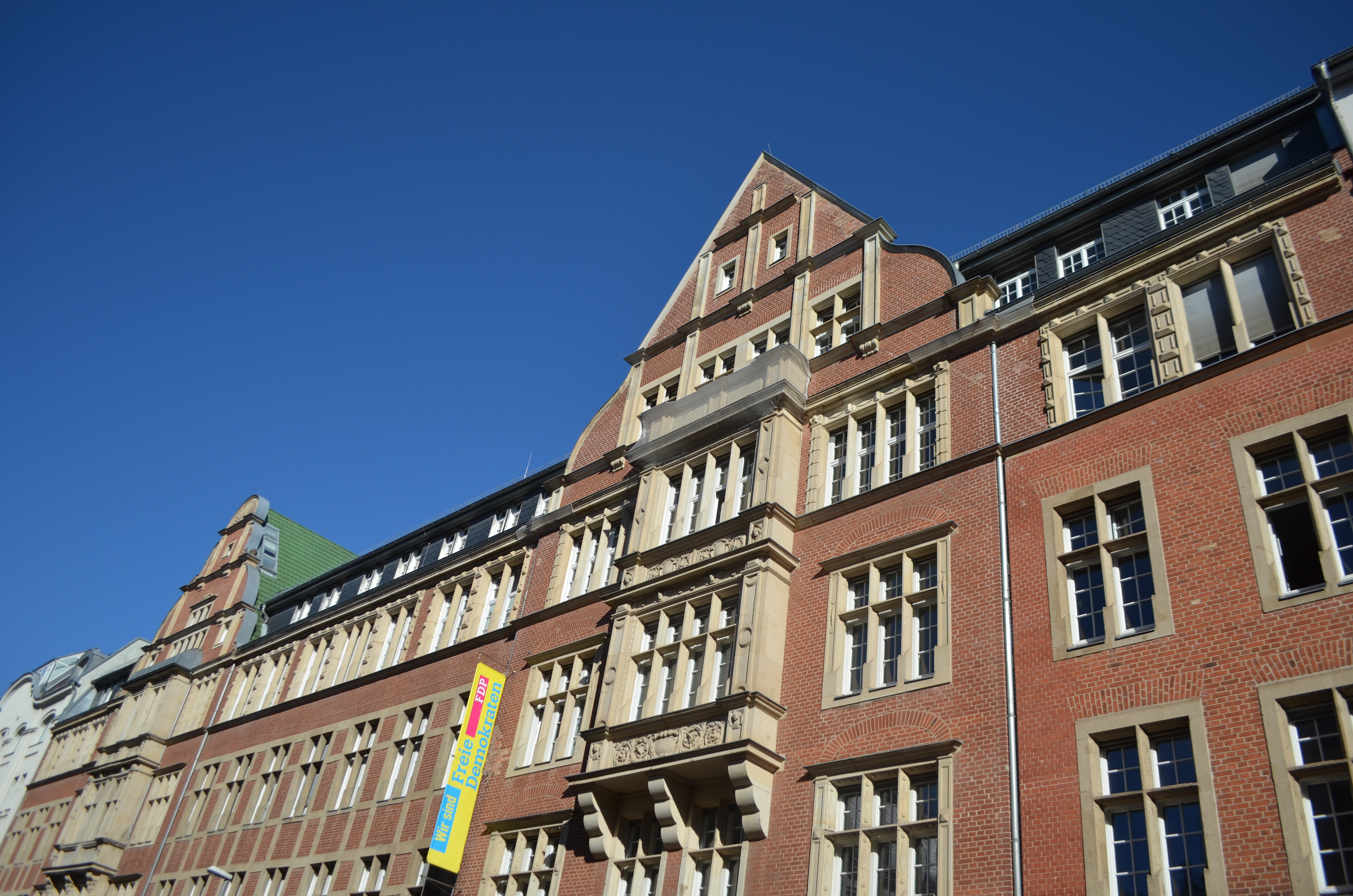
Hans-Dietrich-Genscher-Haus, 2016

Das Hans-Dietrich-Genscher-Haus (HDGH) im Berliner Ortsteil Mitte des gleichnamigen Bezirks ist seit 1999 der Sitz der Bundesgeschäftsstelle der FDP. Das Gebäude in der Reinhardtstraße 14–16 wurde von 1908 bis 1912 nach Entwürfen von Caspar Clemens Pickel als Sankt-Maria-Viktoria-Krankenhaus für den Orden der Dominikaner errichtet. In der Zeit der DDR waren darin der Deutsche Bauernverlag und der Deutsche Landwirtschaftsverlag untergebracht, die zur Blockpartei DBD gehörten.
Die FDP nutzt das denkmalgeschützte Gebäude seit der Einweihung am 9. Juli 1999. Bis 2017 war die Bundesgeschäftsstelle – wie zuvor schon die Bonner Parteizentrale – nach dem ehemaligen FDP-Bundesvorsitzenden Thomas Dehler benannt. Am 11. März 2017 beschloss die FDP, das Gebäude zu Ehren des im Jahr zuvor verstorbenen Ehrenvorsitzenden Hans-Dietrich Genscher umzubenennen.
Das Hans-Dietrich-Genscher-Haus beherbergt neben der Bundesgeschäftsstelle der FDP zahlreiche ihr nahestehende Institutionen und Unternehmen. Darunter auch die Bundesgeschäftsstelle der Jungen Liberalen.
Seit 2021 läuft am Bonner Landgericht eine Klage der Reinhardtstraßenhöfe GmbH & Co. KG gegen die FDP. Jahrelang lagerte die FDP millionenschwere Risiken aus ihren Immobiliengeschäften in die private Kommanditgesellschaft aus, die dahinterstehende Investorenfamilie konnte dank der Verluste von erheblichen Steuervorteilen profitieren. Nun will diese ihren Kommanditanteil um rund 2,4 Millionen Euro erhöhen, was dazu führen würde, dass sie mit 51,5 % Mehrheitseigner am Hans-Dietrich-Genscher Haus wäre. Die FDP versucht dies zu verhindern.